# Carl-Heinz Rühl
Carl-Heinz Rühl (ur. 14 listopada 1939 w Berlinie, zm. 30 grudnia 2019 w Kolonii) – niemiecki piłkarz występujący na pozycji napastnika. Trener piłkarski.

## Kariera piłkarska
Rühl karierę rozpoczynał w zespole SC West Kolonia. Następnie grał w Viktorii Kolonia, a w 1963 roku trafił do Herthy BSC, grającej w Bundeslidze. Zadebiutował w niej 24 sierpnia 1963 roku w zremisowanym 1:1 pojedynku z 1. FC Nürnberg. 7 września 1963 roku w zremisowanym 2:2 spotkaniu z 1. FC Kaiserslautern strzelił pierwszego gola w Bundeslidze. Graczem Herthy był przez dwa lata.
W 1965 roku Rühl odszedł do zespołu Meidericher SV, także grającego w Bundeslidze. Pierwszy raz w jego barwach wystąpił 14 sierpnia 1965 roku w zremisowanym 2:2 meczu z 1. FC Kaiserslautern. W 1966 roku dotarł z zespołem do finału Pucharu RFN. W tym samym roku Meidericher zmienił nazwę na MSV Duisburg. Rühl grał tam do 1967 roku.
Wówczas przeniósł się do innego pierwszoligowca, 1. FC Köln. Zadebiutował tam 2 września 1967 roku w wygranym 3:0 spotkaniu z Bayernem Monachium, w którym zdobył także bramkę. W 1968 roku zdobył z zespołem Puchar RFN, a także zajął z nim 4. miejsce w Bundeslidze. W 1970 roku odszedł do belgijskiego Daringu Molenbeek, gdzie w 1973 roku zakończył karierę.

## Kariera trenerska
Rühl karierę rozpoczął w zespole Karlsruher SC. W 1975 roku awansował z nim z 2. Bundesligi Süd do Bundesligi. Zadebiutował w niej 9 sierpnia 1975 roku w wygranym 2:0 spotkaniu z Eintrachtem Frankfurt. Drużynę KSC prowadził do końca sezonu 1976/1977, a po spadku do 2. Bundesligi, odszedł z klubu.
Następnie Rühl trenował grecki Aris FC oraz MSV Duisburg. Przed rozpoczęciem sezonu 1978/1979 został szkoleniowcem pierwszoligowej Borussii Dortmund. Prowadził ją do kwietnia 1979 roku. Potem trenował inny pierwszoligowy zespół, TSV 1860 Monachium, z którym w 1980 roku zajął 13. miejsce, które okazało się jego najwyższym w karierze. Trenerem TSV był do końca sezonu 1980/1981.
Następnie trenował drugoligowy VfL Osnabrück, a także był dyrektorem zespołów Karlsruher SC, Hertha BSC oraz 1. FC Köln.